# 克莱门特·雅内坎
克莱门特·雅内坎（法語：Clément Janequin，1485年—1558年），法国文艺复兴时期作曲家。20岁他为波尔多的一位议会官员工作，后任职于波尔多和安茹的教堂。雅内坎的成长之路非常标新立异，并非像一般人那样从教堂唱诗班的歌手做起，然后逐步走向作曲家，而是靠世俗的尚松艺术，1528年巴黎出版了他的一个尚松集子，富有新意的是，他的尚松常常模仿自然界的声响，特别是各种动物，在取得这些艺术效果的同时也展示出了他高超的作曲技巧，尤其是一些演唱时间较长的大型尚松，比如《小鸟之歌》（Le Chant des oyseaus）等。